# The Music's No Good Without You
«The Music's No Good Without You» —literalmente en español: «La música no es buena sin ti»— es una canción de la artista estadounidense Cher de 2001. Sirvió como primer sencillo promocional de su vigésimo cuarto álbum de estudio Living Proof y disfrutó de gran éxito en Europa, alcanzando los diez primeros lugares en las listas de popularidad de Escocia, Italia, Polonia, Portugal, Reino Unido y Rumania. La canción marcó el primer éxito de la artista del siglo XXI.

## Antecedentes y grabación
Tras cerrar con broche de oro el siglo XX con el exitoso álbum Believe, Cher reunió a los mismos productores para su siguiente álbum. Mark Taylor y Brian Rawlings hicieron presencia, mientras que el productor británico Rick Nowels y el equipo noruego Stargate se unieron por primera vez con la artista. El subsecuente álbum, Living Proof, salió al mercado en 2001 en Europa y fue descrito por Cher como «un disco con un tono lírico notablemente positivo. [...] Se ha convertido en un álbum lleno de amor y afecto. Fue una agradable sorpresa, y ciertamente [también] fue el momento indicado para dar un poco de energía positiva al mundo».
«The Music's No Good Without You» fue estrenado el 6 de noviembre de 2001 como primer sencillo promocional en Europa y en otras partes del mundo. Sería relanzado el 13 de agosto de 2002 como sencillo doble con la inclusión de «A Different Kind of Love Song». «The Music's No Good Without You» fue compuesta por Cher, James Thomas, Mark Taylor y Paul Barry, mientras que la producción cayó en manos de Mark Taylor y la coproducción en manos de James Thomas y Jeff Taylor. Ellos se encargaron de incluir el uso masivo de efectos vocales computarizados y de sintetizador.

## Video musical
El video de «The Music's No Good Without You» fue dirigido por Nigel Dick, responsable de otros videos importantes de la artista como «Believe» y «Strong Enough». Fue grabado en Irvine, California el 7 y 8 de octubre de 2001 y siguió una temática futurista con la elaboración de un escenario «espacial» dentro del edificio Nikken Building.
En el video, Cher representa a una triste «reina del espacio» abandonada por su amado. A su trono llegan súbditos con un trozo de papel en donde deja claro como ella sabe que él ya no la necesita. Al final, enrolla la carta, la mete dentro de una botella y la envía al espacio con la esperanza de que sea leída. La toma final muestra la botella flotando por el espacio en compañía de decenas más, lo que indica que no había sido la primera vez que le escribía.
Un video adicional fue creado basado el la mezcla «The Music's No Good Without You (Almighty Edit)», y fue utilizado por Warner Bros. Records para propósitos promocionales.

## Formatos y Pistas del Sencillo
A Different Kind of Love Song/The Music's No Good Without You US CD Maxi-Single
1. A Different Kind of Love Song (Rosabel Attitude Vocal)
2. A Different Kind of Love Song (Murk Main Mix)
3. A Different Kind of Love Song (Ralph's Alternative Vox)
4. A Different Kind of Love Song (Rodney Jerkins Main Mix - Faster)
5. A Different Kind of Love Song (Johnny Rocks Mixshow Radio Edit)
6. A Different Kind of Love Song (Lenny B's Different Kind of Club Mix)
7. A Different Kind of Love Song (Craig J Classic Love Mix)
8. The Music's No Good Without You (Almighty 12 Mix)
9. The Music's No Good Without You (Walter Tieb Mix)

The Music's No Good Without You European CD Single
1. The Music's No Good Without You (Radio Edit)
2. The Music's No Good Without You (Full Version)
3. Dov'e L'amore (Emilio Estefan Jnr. Extended Mix)

The Music's No Good Without You UK CD Single Pt. 1
1. The Music's No Good Without You (Radio Edit)
2. Believe (Album Version)
3. The Music's No Good Without You (Almighty Radio Edit)
4. Believe (Enhanced Video)

The Music's No Good Without You UK CD Single Pt. 2
1. The Music's No Good Without You (Full Radio Version)
2. The Music's No Good Without You (Almighty Mix)
3. All or Nothing (Danny Tenaglia Mix)

## Posicionamiento en listas

### Semanales
| 2001—2002         |                                |    |
| Alemania          | Media Control Charts           | 27 |
| Australia         | ARIA                           | 23 |
| Austria           | Ö3 Austria Top 40              | 24 |
| Bélgica (Flandes) | Ultratop 50                    | 28 |
| Bélgica (Valonia) | Ultratop 40                    | 31 |
| Canadá            | Canadian Singles Chart         | 5  |
| Dinamarca         | Hitlisten                      | 12 |
| Escocia           | Scottish Singles Chart         | 8  |
| España            | PROMUSICAE                     | 8  |
| Estados Unidos    | Billboard Hot Dance Club Songs | 19 |
| Finlandia         | Suomen Virallinen Lista        | 19 |
| Francia           | SNEP                           | 45 |
| Irlanda           | Irish Singles Chart            | 25 |
| Italia            | FIMI                           | 4  |
| Países Bajos      | Dutch Top 40                   | 21 |
| Países Bajos      | Single Top 100                 | 25 |
| Noruega           | VG-lista                       | 20 |
| Polonia           | Polish Music Charts            | 6  |
| Portugal          | National Airplay Chart         | 6  |
| Suecia            | Sverigetopplistan              | 13 |
| Suiza             | Schweizer Hitparade            | 22 |
| Reino Unido       | UK Singles Chart               | 8  |
| Rumania           | Romanian Top 100               | 5  |
| Unión Europea     | European Hot 100 Singles       | 21 |

### Anuales
| 2001         |                         |     |
| Italia       | Hit Parade              | 79  |
| Países Bajos | Dutch Top 40            | 182 |
| Reino Unido  | Official Charts Company | 178 |